# Tomopteris krampi
Tomopteris krampi är en ringmaskart som beskrevs av Elise Wesenberg-Lund 1936. Tomopteris krampi ingår i släktet Tomopteris och familjen Tomopteridae. Arten har ej påträffats i Sverige. Inga underarter finns listade i Catalogue of Life.